# Byomkesh Tripathy
Byomkesh Tripathy (auch Byomkesh Tripathi, Oriya ବ୍ୟୋମକେଶ ତ୍ରିପାଠୀ; * 19. Januar 1929; † 10. Mai 1997 in Puri, Orissa) war ein indischer Theater- und Filmregisseur, sowie Bühnenautor, Produzent und Schauspieler des Oriya-Films.

## Leben
Er war der älteste Sohn von Gobinda Tripathy, einem bekannten Oriya-Literaten des frühen 20. Jahrhunderts, und dessen Frau Sati Devi. Nach einem Bachelor-Abschluss an der University of Calcutta studierte er am Asian Theatre Institute in Delhi. Danach wurde er Mitglied der Theatergruppe Annapurna in Cuttack und widmete sich als Autor der Entwicklung des Theaters in Orissa. Mit seinem Stück Ek dui tin (dt. Eins, zwei, drei) aus dem Jahr 1959 zog er die Aufmerksamkeit der heimischen Theaterszene auf sich, auch Kansa kabat, Simhadwar, Tola kania und Suna farua erregten Aufsehen in kulturellen Kreisen. Er ist Autor von 28 Schauspielen und trat in 71 Stücken auf oder führte Regie.
Seinen ersten Kontakt zum Film hatte er als Schauspieler in Kalyan Guptas Saptasajya (1950). Seine erfolgreichste Regiearbeit war der von Prashanta Nanda produzierte Mamata (1975). Er spielte in etwa 25 Filmen, darunter in Kaa (1966) von Siddharth, in Sadhu Mehers Abhilasha (1983) und im darauffolgenden Jahr in Neerab Jhada von Manmohan Mohapatra. Kurz vor seinem Tod war er mit der Produktion einer Dokumentation über 50 Jahre Oriya-Theater für das indische Fernsehen Doordarshan beschäftigt.
Byomkesh Tripathy starb an einem Herzinfarkt. Er hatte drei Kinder. Sein Bruder Biyotkesh Tripathy († 2007) war Professor für Amerikanistik an der Utkal University in Bhubaneswar, und ebenfalls Autor.

## Filmografie (Auswahl)
Filmografie nach Ashish Rajadhyaksha, Paul Willemen: Encyclopaedia of Indian Cinema
- 1950: Saptasajya (Darsteller)
- 1966: Kaa (Darsteller)
- 1973: Ghara Sansara (Ko-Regie)
- 1975: Mamata (Regie)
- 1977: Mukti (Regie)
- 1981: Devajani (Regie)
- 1981: Kachaghara (Regie)
- 1983: Abhilasha (Darsteller)
- 1984: Neerab Jhada (Darsteller)